# Rivière Duck (Minganie)
Pour les articles homonymes, voir Rivière Duck.
La rivière Duck est un cours d'eau qui traverse la municipalité de Rivière-au-Tonnerre, dans la municipalité régionale de comté (MRC) de la Minganie, dans la région administrative de la Côte-Nord, dans la province de Québec, au Canada.
La partie Sud du bassin versant de la rivière Duck est desservie par la route 138 qui longe la rive nord du Fleuve Saint-Laurent. La route forestière R0902 (remontant vers le Nord-Ouest) dessert la partie est de ce versant en remontant cette vallée; puis la partie ouest de la partie supérieure,.

## Géographie
Le cours de la rivière Duck descend généralement vers le sud, entre la rivière à Jim-Hearst (située à l'ouest) et la rivière au Tonnerre (située à l'est).
La rivière Duck tire sa source d'un lac (altitude: 120 m). Cette source est située en zone forestière :
- au sud-ouest du cours de la rivière au Tonnerre;
- au nord-ouest de l'embouchure de la rivière Duck;
- au nord-ouest du centre du village de rivière-au-Tonnerre;
- au sud-ouest du centre du village de Havre-Saint-Pierre[4].

À partir de sa source, la rivière Duck coule sur environ 13 km avec un dénivelé de 119 m, selon les segments suivants:
- vers le sud, en recueillant un ruisseau (venant de l'ouest), en formant une boucle vers l’ouest, jusqu'à un coude de rivière, correspondant à la décharge (venant de l'ouest) des Lacs de la Passe Sale;
- d'abord vers l'est en passant sous le pont d'une route forestière, jusqu'à un coude de rivière, situé du côté ouest d'une zone de marais; puis vers le sud-est, jusqu'à un coude de rivière, correspondant à la décharge d'un lac (venant de l'ouest);
- vers le sud en longeant d'abord une zone de marais (située du côté est), en formant un crochet vers l'ouest où elle passe sous le pont de la rue de la Forêt (route R0902), en formant deux grands S en fin de segment et passant sous le pont de la route 138 (rue Jacques-Cartier), puis sous le pont de la rue des Sarcelles, jusqu'à son embouchure[4].

L'embouchure de cette rivière comporte un petit estuaire en aval de la route 138, désigné Anse à Harry. Ce petit estuaire pouvait servir de refuge en cas de grosses vagues sur le golfe. Cette anse est située entre l'Anse Kennedy (située à l'est) et l'Anse à Roméo-Noël (située à l'ouest).

## Toponymie
Le toponyme « Rivière Duck » a été officialisé le 13 juin 1997 à la Banque des noms de lieux de la Commission de toponymie du Québec.